# Silene avromana
Silene avromana är en nejlikväxtart som beskrevs av Pierre Edmond Boissier och Hausskn. Silene avromana ingår i släktet glimmar, och familjen nejlikväxter. Inga underarter finns listade i Catalogue of Life.